# Solvent Red 27
C.I. Solvent Red 27 ist ein roter Bisazofarbstoff aus der anwendungstechnischen Klasse der Lösungsmittelfarbstoffe. Er findet vor allem in der Biochemie zum Färben von Triglyceriden in Zellen Verwendung.

## Eigenschaften
Die fettlösliche Substanz hat Absorptionsmaxima bei einer Wellenlänge von 518 nm und bei 359 nm. Die Betrachtung und Analyse der Färbung kann dadurch mittels Phasenkontrastmikroskopie durchgeführt werden.

## Verwendung

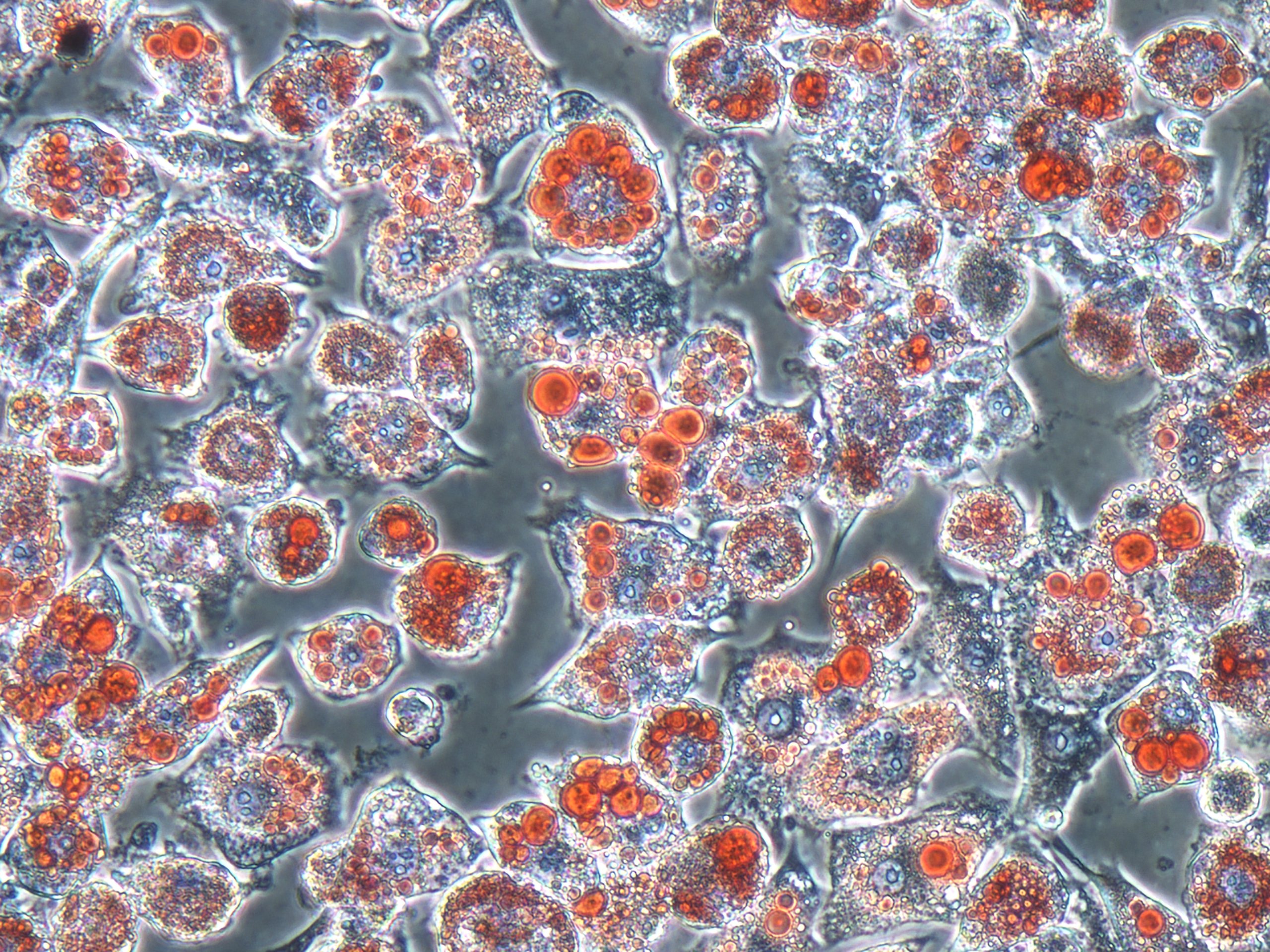
Mit Oil Red O gefärbte Adipozyten

Solvent Red 27 wird unter anderem zur Darstellung von Triglyceriden in fixierten Zellen verwendet. Weiters kann es auch zur Färbung von in Paraffin fixierten proteingebundenen Lipiden verwendet werden. Es hat in diesem Bereich die Farbstoffe Sudan III und Sudan IV weitestgehend verdrängt, da es die Zellen deutlich intensiver rot färbt. Vor der Verwendung muss das Pulver in Isopropanol gelöst, erhitzt und mit demineralisierten Wasser verdünnt und anschließend filtriert werden. Weiters müssen die Zellen vor dem Aufbringen der Solvent Red 27-Lösung mit Formalin fixiert werden.

## Sicherheitshinweise
Solvent Red 27 wird nach dem GHS nicht als gefährlich eingestuft und ist auch nicht kennzeichnungspflichtig. Die Substanz sollte allerdings nicht in Kontakt mit starken Oxidationsmitteln kommen. Da Formalin als Fixierlösung verwendet wird, sind alle Arbeitsschritte, welche mit dieser Lösung korreliert sind unter einer Abzughaube durchzuführen.